# 1925-ös Tour de France
Az 1925-ös Tour de France volt a 19. francia körverseny. 1925. június 21-e és július 19-e között rendezték. Az előző versenyekhez képest 15 röl 18 ra változott a szakaszok száma és csökkentek a napi kilométer távok. Az első világháború óta először indultak csapatok 39 versenyzővel, 91 részt vevő csapaton kívüli volt. Ottavio Bottecchia megvédte az előző évben megszerzett első helyét. Az első tíz helyezett között  nem volt francia versenyző.

## Szakaszok
| Szakasz | Időpont    | Végpontok                      | Jellege       | Hossz (km) | Szakaszgyőztes           | Összetett első           |
| ------- | ---------- | ------------------------------ | ------------- | ---------- | ------------------------ | ------------------------ |
| 1       | június 21. | Párizs – Le Havre              | Sík szakasz   | 340        | Ottavio Bottecchia (ITA) | Ottavio Bottecchia (ITA) |
| 2       | június 23. | Le Havre – Cherbourg           | Sík szakasz   | 371        | Romain Bellenger (FRA)   | Ottavio Bottecchia (ITA) |
| 3       | június 25. | Cherbourg – Brest              | Sík szakasz   | 405        | Louis Mottiat (BEL)      | Adelin Benoît (BEL)      |
| 4       | június 26. | Brest – Vannes                 | Sík szakasz   | 206        | Nicolas Frantz (LUX)     | Adelin Benoît (BEL)      |
| 5       | június 27. | Vannes – Les Sables-d’Olonne   | Sík szakasz   | 204        | Nicolas Frantz (LUX)     | Adelin Benoît (BEL)      |
| 6       | június 28. | Les Sables d'Olonne – Bordeaux | Sík szakasz   | 293        | Ottavio Bottecchia (ITA) | Adelin Benoît (BEL)      |
| 7       | június 29. | Bordeaux – Bayonne             | Sík szakasz   | 189        | Ottavio Bottecchia (ITA) | Ottavio Bottecchia (ITA) |
| 8       | július 1.  | Bayonne – Luchon               | Hegyi szakasz | 326        | Adelin Benoît (BEL)      | Adelin Benoît (BEL)      |
| 9       | július 3.  | Luchon – Perpignan             | Hegyi szakasz | 323        | Nicolas Frantz (LUX)     | Ottavio Bottecchia (ITA) |
| 10      | július 4.  | Perpignan – Nîmes              | Sík szakasz   | 215        | Theopile Beeckman (BEL)  | Ottavio Bottecchia (ITA) |
| 11      | július 5.  | Nîmes – Toulon                 | Sík szakasz   | 215        | Lucien Buysse (BEL)      | Ottavio Bottecchia (ITA) |
| 12      | július 7.  | Toulon – Nice                  | Hegyi szakasz | 280        | Lucien Buysse (BEL)      | Ottavio Bottecchia (ITA) |
| 13      | július 9.  | Nice – Briançon                | Hegyi szakasz | 275        | Bartolomeo Aimo (ITA)    | Ottavio Bottecchia (ITA) |
| 14      | július 11. | Briançon – Evian               | Hegyi szakasz | 303        | Hector Martin (BEL)      | Ottavio Bottecchia (ITA) |
| 15      | július 13. | Evian – Mulhouse               | Hegyi szakasz | 373        | Nicolas Frantz (LUX)     | Ottavio Bottecchia (ITA) |
| 16      | július 15. | Mulhouse – Metz                | Sík szakasz   | 334        | Hector Martin (BEL)      | Ottavio Bottecchia (ITA) |
| 17      | július 17. | Metz – Dunkerque               | Sík szakasz   | 433        | Hector Martin (BEL)      | Ottavio Bottecchia (ITA) |
| 18      | július 19. | Dunkerque – Párizs             | Sík szakasz   | 343        | Ottavio Bottecchia (ITA) | Ottavio Bottecchia (ITA) |

## Végeredmény
|                           | Versenyző          | Csapat       | Idő             |
| ------------------------- | ------------------ | ------------ | --------------- |
| 1                         | Ottavio Bottecchia | Automoto     | 219 óra 10' 18" |
| 2                         | Lucien Buysse      | Automoto     | +54' 20"        |
| 3                         | Bartolomeo Aimo    | Alcyon       | +56' 37"        |
| 4                         | Nicolas Frantz     | Alcyon       | +1 óra 11' 24"  |
| 5                         | Albert Dejonghe    | J. B. Louvet | +1 óra 27' 42"  |
| 6                         | Théophile Beeckman | Thomann      | +2 óra 24' 43"  |
| 7                         | Omer Huyse         | Armor        | +2 óra 33' 38"  |
| 8                         | Auguste Verdyck    | Christophe   | +2 óra 44' 36"  |
| 9                         | Félix Sellier      | Alcyon       | +2 óra 45' 59"  |
| 10                        | Federico Gay       | Meteore      | +4 óra 06' 03"  |
| 130 induló, 49 célba érő. |                    |              |                 |